# 安娜·保拉·德塔西斯
安娜·保拉·德塔西斯（義大利語：Ana Paula de Tassis，1965年11月5日—），意大利前女子排球运动员。她曾代表意大利国家队参加2000年夏季奥林匹克运动会排球比赛，结果获得第九名。